# Mericisca munda
Mericisca munda är en fjärilsart som beskrevs av Frederick H. Rindge 1972. Mericisca munda ingår i släktet Mericisca och familjen mätare. Inga underarter finns listade i Catalogue of Life.